# Zé Carlos (1968–2024)
Zé Carlos, właśc. José Carlos de Almeida (ur. 14 listopada 1967 w Presidente Bernardes, zm. 25 października 2024 w Osasco) – brazylijski piłkarz występujący na pozycji obrońcy.

## Kariera klubowa
Przez całą swoją piłkarską karierę Zé Carlos występował w brazylijskich drużynach. Zawodową karierę rozpoczynał w 1991 roku w São José EC. Następnie grał kolejno w takich klubach jak Nacional São Paulo, AD São Caetano, Portuguesa São Paulo, União São João Araras, EC Juventude i Matonense Matão, jednak w żadnym z nich nie odnosił sukcesów.
W trakcie rozgrywek w 1997 roku Brazylijczyk podpisał kontrakt z São Paulo FC i już w kolejnym sezonie w barwach tego klubu zdobył mistrzostwo stanu São Paulo. Następnie Zé Carlos przeniósł się do Grêmio Porto Alegre, z którym w 1999 roku wywalczył natomiast mistrzostwo stanu Rio Grande do Sul. Kolejne dwa lata brazylijski obrońca spędził w zespole Ponte Preta Campinas, po czym w 2002 roku odszedł do Joinville EC. Razem z nim triumfował w rozgrywkach Campeonato Catarinense.
W 2004 roku Zé Carlos reprezentował barwy Noroeste Bauru, a następnie trafił do drużyny Portuguesa São Paulo. W niej grał do maja 2005 roku, po czym zakończył piłkarską karierę.

## Kariera reprezentacyjna
W 1998 roku Mário Zagallo powołał Zé Carlosa do kadry reprezentacji Brazylii na mistrzostwa świata we Francji. Na turnieju tym wychowanek São José EC pełnił rolę rezerwowego i wystąpił tylko w wygranym po rzutach karnych półfinałowym pojedynku z Holandią. Brazylijczycy w finale przegrali z Francją 0:3 i wywalczyli drugie miejsce. Po mistrzostwach Zé Carlos nie pojawił się już w drużynie narodowej, dla której rozegrał łącznie tylko jedno spotkanie.

## Śmierć
Zmarł 25 października 2024 roku. Przyczyną zgonu był rozległy zawał serca. Miał 56 lat.